# Benoît Chaigneau
Pour les articles homonymes, voir Chaigneau.
Benoit Chaigneau (né le 2 novembre 1972) est un animateur français de télévision.
JRI (journaliste reporter d'images), il fait ses armes sur LCI ainsi que sur de grands événements comme le Dakar ou le Rallye de l'Atlas. En 1998, il intègre l'équipe d'Exclusif sur TF1. Et collabore à de nombreux programmes en tant que journaliste interviewer.
En 2001, il a  été un des story editors de la première saison de Loft Story. Il a été le directeur de casting de l'émission L'Île de la tentation sur TF1, et est également un des auteurs de l'émission à succès Mon incroyable fiancé. Benoit Chaigneau a également été réalisateur de la saison 2 de Oui chef ! sur M6. En 2007, il fait ses débuts à l'antenne sur Direct 8 dans l'émission Un max de services.
Il a été de janvier 2010 à avril 2015, chroniqueur de l'émission télévisée Comment ça va bien ! (CCVB) animée par Stéphane Bern sur France 2. Il y présentait chaque jour des tests sur la vie quotidienne et était également le « sniper d'élite » du programme. Le 7 décembre 2014, il a co-présenté le Téléthon, sur France 2, dans la ville de Bandol (Var). Benoît Chaigneau anime, le 18 avril 2015, l'émission 5 solutions pour vendre ma maison, diffusée sur TF1,. Du 25 octobre 2015 au 27 décembre 2015, il est chroniqueur sur NRJ 12 dans l'émission Le Labo de Damidot présentée par  Valérie Damidot. Depuis septembre 2016, il anime l'émission Chez Rémi tous en forme sur Disney Channel ; il officiait également dans l'émission Amanda tous les jours sur France 2 mais l'émission est déprogrammée en janvier 2017 faute d'audiences suffisantes.
On retrouve également Benoît Chaigneau comme acteur pour Jean-Pierre Mocky, d'abord dans Le Mystère des jonquilles en 2014, puis le court-métrage Le Magicien et les Siamois l'année suivante, et enfin dans les deux avant-derniers films du réalisateur, Vénéneuses et Votez pour moi.